# آنا لوس
آنا لوس (انگلیسی: Anna Loos؛ زادهٔ ۱۸ نوامبر ۱۹۷۰) یک هنرپیشه اهل آلمان است.